# Hipervitaminose D
Hipervitaminose D é caracterizada pelo excesso de vitamina D (a partir de 100 ng/ml), geralmente por ingestão de suplementos vitamínicos. Causa níveis tão elevados de cálcio no sangue que os ossos e tecidos moles (como coração e rins) podem ser seriamente danificados, sofrendo calcificação.
Como a dose tóxica de vitamina D é estimada em 100.000 UI ao dia por pelo menos um mês (sendo que a receita de suplementos não costuma passar de 4.000), a hipervitaminose D é raramente assumida como causa de quadros de hipercalcemia.

## Sinais e sintomas

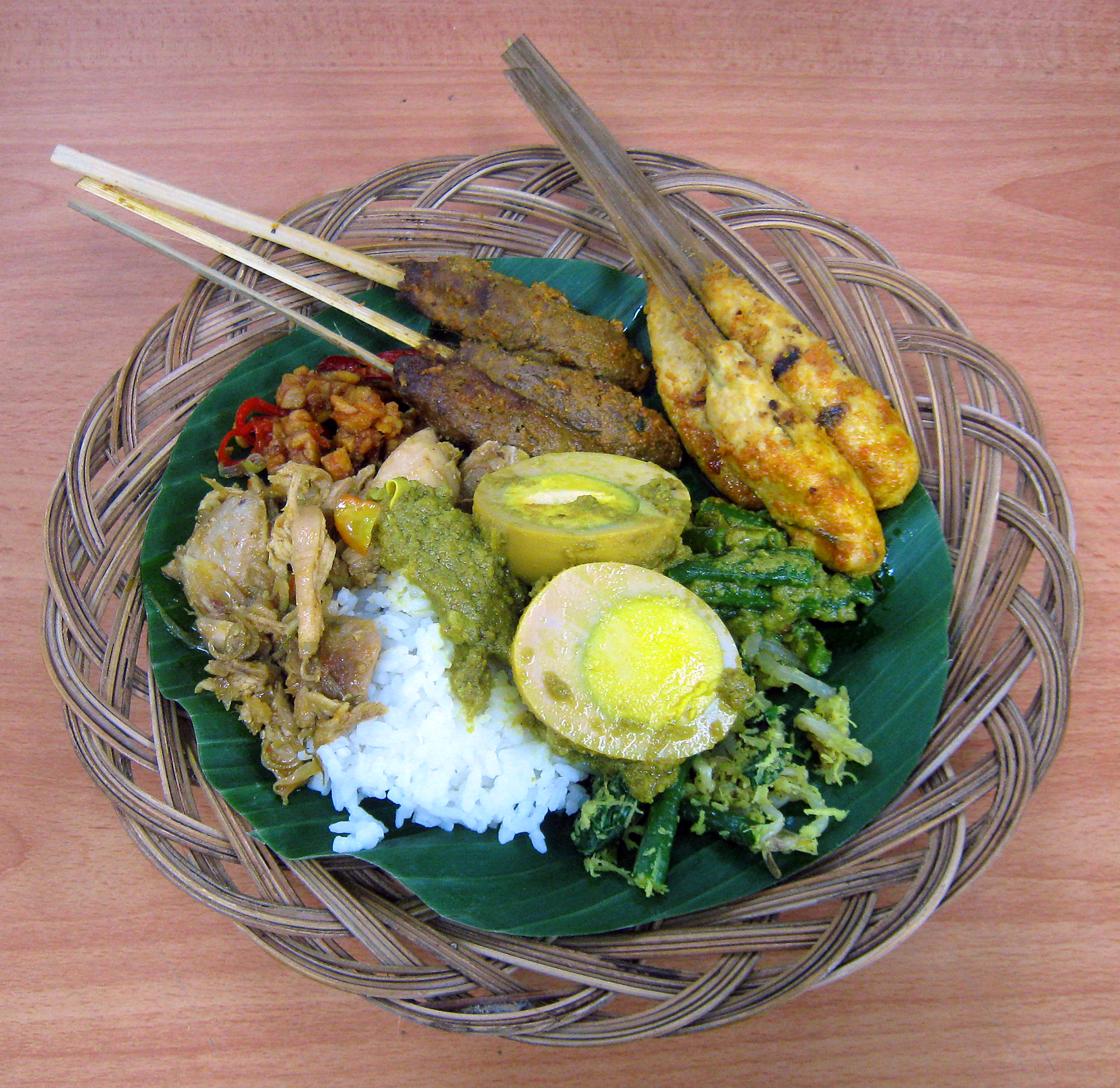
Ovos, cogumelos e peixes são as principais fontes de vitamina D.

Os possíveis sintomas são:
- Prisão de ventre;
- Hiporexia (Diminuição do apetite);
- Desidratação;
- Fadiga e astenia (fraqueza);
- Irritabilidade;
- Calcificação dos ossos;
- Vômito;
- Envelhecimento precoce.[5]

## Diagnóstico
Pode-se identificar através de exame que comprove:
- Excesso de vitamina D no sangue;
- Excesso de cálcio no sangue (hipercalcemia);
- Excesso de cálcio na urina (hipercalciuria);
- Excesso de sede (polidipsia);

## Tratamento
Geralmente, a retirada do suplemento de vitamina e evitar alimentos ricos em vitamina D são medidas suficientes para resolver o problema em algumas semanas. Os alimentos que devem ser evitados incluem:
- Peixes (salmão, atum, sardinha...);
- Gema de ovo;
- Queijos;
- Frutos do mar;
- Fígado;
- Cereais enriquecidos;
- Cogumelos.